# Parougia macilenta
Parougia macilenta är en ringmaskart som först beskrevs av Oug 1978.  I den svenska databasen Dyntaxa används istället namnet Ougia macilenta. Enligt Catalogue of Life ingår Parougia macilenta i släktet Parougia och familjen Dorvilleidae, men enligt Dyntaxa är tillhörigheten istället släktet Ougia och familjen Dorvilleidae. Arten är reproducerande i Sverige. Inga underarter finns listade i Catalogue of Life.